# Ivy Lee
Ivy Ledbetter Lee, né dans le Comté de Polk (Géorgie) le 16 juillet 1877 et mort à New York le 9 novembre 1934, est considéré comme le père fondateur américain de la profession des relations publiques.

## Biographie
Fils d'un pasteur méthodiste conservateur, il obtient un diplôme d'économie à Princeton en 1898. 
Inspiré par Gustave Le Bon, il conseille les entreprises face à ce qu'il perçoit comme la domination de l'opinion publique sur les élites dirigeantes. Il recourt au premier communiqué de presse de l'histoire, en 1906, pour défendre une mine de charbon face à la grève de ses ouvriers. La même année, il conseille une compagnie ferroviaire lors du déraillement d'un train, catastrophe qui cause 53 victimes : c'est, selon David Colon, une stratégie inédite qui pose les fondements de la communication de crise.
En 1914, pour la famille Rockefeller, il conseille la Fuel and Iron Company dont les gardes viennent de tirer sur le campement de mineurs grévistes, causant la mort de treize ouvriers, onze femmes et deux enfants.
En 1916, il ouvre son agence de communication et travaille pour les grands industriels du ferroviaire, du pétrole, du tabac et de l'agroalimentaire. Parmi ses méthodes de travail figurent la création de faux bureaux d'information, la création d'organisations interprofessionnelles pour rendre le lobbying plus efficace, la publicité et les relations publiques.
Le terme « Public Relations » apparait pour la première fois dans la préface du Yearbook of Railway Literature en 1897.
Il a notamment travaillé dans les relations publiques avec la famille Rockefeller et d'une manière beaucoup plus controversée, avec l'Allemagne nazie,,. En 1933 il conseille la firme IG Farben et rencontre Goebbels et Hitler, ce qui entraîne l'ouverture d'une enquête sénatoriale sur ses activités. Il meurt prématurément en 1934.